# ساو بيدرو دو سواسو
ساو بيدرو دو سواسو بلدية في ولاية ميناس جيرايس في المنطقة الجنوبية الشرقية من البرازيل.